# Гореничі (Березинський район)
Гореничі (біл. вёска Гарэнічы) — село в складі Березинського району Мінської області, Білорусь. Село підпорядковане Капланецькій сільській раді, розташоване в східній частині області.